# Hoplia vittata
Hoplia vittata är en skalbaggsart som beskrevs av Nonfried 1895. Hoplia vittata ingår i släktet Hoplia och familjen Melolonthidae. Inga underarter finns listade i Catalogue of Life.